# Monkey Linux
A Monkey Linux egy cseh fejlesztésű, Slackware-alapú mini-linux disztribúció. Milan Kerslager kezdte fejleszteni 1996-ban, de 1997-ben a fejlesztés leállt. A legmagasabb elért verziószáma 06, amely a 2.0.30 kernelverzióra épül.
A rendszer DOS vagy FAT32 fájlrendszeren futtatható. A teljes operációs rendszer a hozzá tartozó programokkal 5 flopin fér el, futtatásához elegendő 4 MB RAM és 30 MB hely a merevlemezen. Elég a telepítési állományokat egy DOS- vagy Windows-könyvtárba kitömöríteni (alapesetben a C:\LINUX-ba), majd a LINUX.BAT paranccsal futtatni. Néhány előre elkészített csomagot (például Apache, Netscape) is tartalmaz. Grafikus felületet is kezel, de ehhez legalább 8 MB RAM szükséges.

## Külső hivatkozások
- Eredeti hivatalos honlap (jelenleg – talán soha többé – nem elérhető)
- Az eredeti honlap jelenleg innen olvasható (szintén nem elérhető)
- Letöltés
- Magyar nyelvű tükör
- Nem hivatalos Monkey Linux-honlap